# Feed Me
Feed Me (* 22. August 1984; eigentlich Jonathan Gooch) ist ein britischer Musikproduzent und DJ aus Hertfordshire. Erste Bekanntheit erlangte er als Spor mit zahlreichen Drum-and-Bass- und Neurofunk-Produktionen, später als Feed Me mit Dubstep- und Electro-House-Veröffentlichungen. Er produzierte auch als Unicron, Seventh Stitch und mit Code X als Final Reckoning.

## Geschichte
Gooch entwickelte das Pseudonym Spor auf Grundlage eines seiner ersten erworbenen Sample-Pakete, das den Titel Spore Tactics trug. Um den Schriftzug typografisch als Graffiti besser gestalten zu können, ließ er das „e“ am Ende des Namens weg. Kurz darauf zeigte ihm ein Schulfreund die Musikrichtung Drum and Bass, worauf Gooch anfing, mit geeigneter Software zu experimentieren.
Ein Großteil seiner anfänglichen Produktionen wurden über das Musiklabel Renegade Hardware vertrieben. Veröffentlichungen auf Barcode Recordings und Teebees Label Subtitles Recordings folgten. Später gründeten Spor gemeinsam mit Chris Renegade dem Labelchef von Renegade Hardware und den Drum-and-Bass-Produzenten Apex, Evol Intent und Ewun das Independent-Label Lifted Music, auf dem Gooch ebenfalls veröffentlichte.
Inzwischen steht Gooch als Feed Me bei dem Musiklabel Mau5trap Recordings unter Vertrag. Auf dem Label des Progressive House DJs Deadmau5, veröffentlicht er hauptsächlich Electro-House und Dubstep. Außerdem produzierte er zahlreiche Remixe für Künstler wie die schwedischen Sängerinnen September und Robyn und arbeitete mit der Band Korn zusammen.
Gooch ist ausgebildeter Grafik-Designer und gestaltet den Großteil seiner Cover selbst.
2013 kündigte Gooch jedoch als Feed Me an, eine Auszeit vom DJing zu nehmen, um sich wieder stärker auf das Musikproduzieren konzentrieren zu können.

## Diskografie

### Alben
- Feed Me’s Big Adventure (2010, Mau5trap Recordings)
- Calamari Tuesday (2013, Sotto Voce)
- High Street Creeps (2019, mau5trap Venture Limited)
- Feed Me (2021, Sotto Voce)

### EPs
- To the Stars (2011, Mau5trap)
- Escape from Electric Mountain (2012, Mau5trap Recordings)
- Death by Robot (2013, Mau5trap Recordings)
- Feed Me’s Psychedelic Journey (2014, Sotto Voce)
- A Giant Warrior Descends on Tokyo (2015, Sotto Voce)
- Feed Me’s Family Reunion (2016, Sotto Voce)

### Singles
- The Spell / Raw Chicken (2008, Mau5trap Recordings)
- Mordez Moi (2008, Division Recordings), B-Seite (B.R.U.L.) von Noisia
- If You Knew (Feed Me Remix) (2009, Rising Music), Original von Chris Lake und Nastala
- Until I Die (Feed Me Remix) (2009, Hard2Beat Records), Original von September
- Let You Go (Feed Me Remix) (2010, Mercury), Original von Chase & Status
- Call Your Girlfriend (Feed Me Remix) (2011, Island Records Group), Original von Robyn
- Innocence (Feed Me Remix) (2011, More Than Alot Records), Original von Nero
- Bleeding Out (2011, Roadrunner Records), mit Korn, auf Korns The Path Of Totality
- Love Is All I Got (2012, Mau5trap Recordings), mit Crystal Fighters
- Little Cat Steps (2012, Mau5trap Recordings)
- Thumbs Up (2012, OWSLA), mit Kill the Noise, auf BLVCK MVGIC von Kill the Noise

### Als Spor

#### Alben
- Caligo (2015, Sotto Voce)

#### EPs
- Tactics EP (2005, Renegade Hardware)
- Supernova (2007, Lifted Music)
- Breath In, Scream Out EP (2008, Subtitles Music)
- Conquerors & Commoners (2010, Lifted Music)
- Pacifica EP (2011, Lifted Music)

#### Singles
- Judderman / The Whisper (2004, Damaged Mindz)
- Three Ravens (2004, Barcode Recordings), auf The Rowdy Time EP
- Outbroken (That Track) / Nebulous (2004, Renegade Hardware), auf Paranoia EP Part 2: The Sequel
- Haywire (2004, Renegade Hardware), auf The Hardware Chronicles – Volume 4
- Insecticide (2004, Trouble on Vinyl), auf Here Comes Trouble – Volume 12
- Dante’s Inferno (2005, Barcode Recordings), auf Back To The Void
- Ultimate Technology / Cyberpunk (2005, Barcode Recordings)
- Haunt Me / Brickbeats (2005, Barcode Recordings)
- Messiah (Spor Remix) (2005, Renegade Hardware), Original von Konflict, auf Guerrilla Warfare LP Sampler
- Way of the Samurai / Alpha Trion (2005, Barcode Recordings), auf Us Against The World
- Knock You Down (2006, Lifted Music), auf The Prologue
- Hydra (2006, Planet Mu), auf Warrior Dubz von Mary Anne Hobbs
- Hate Machine (Spor Remix) (2006, Barcode Recordings), Original von Ewun, auf Shades Of Black
- Powder Monkey (2006, Subtitles Music), auf Subtitles Fifty 5 EP
- Three Faces (2006, Barcode Recordings), mit Infiltrata, B-Seite (Roor Bomb) von Infiltrata, Kano und Define
- Ignition (2006, Renegade Hardware), auf Carpe Diem – Part 2
- Molehill (2007, Subtitles Music), B-Seite (Missing) von Audio
- Stompbox (Spor Remix) (2007, Ninja Tune), Original von The Qemists
- Claret’s March / Stoppit (2008, Lifted Music)
- Dirge / We Dominate / Levitate / Dying of the Lights (2008, Lifted Music), mit Phace, Ewun, Apex und Evol Intent, auf der From The Inside Out EP
- Aztec / Do Not Shake (2009, Shogun Audio)
- Silver Spaceman / Some Other Funk (2009, Lifted Music)
- Falling Through (2010, Vision Recordings), mit Noisia, A-Seite (Brain Bucket) von Noisia und Ed Rush & Optical
- Machine Gun (Spor Remix) (2010, Division Recordings), Original von Noisia
- Out Of Focus (2011, Neosignal Recordings), mit Phace, A-Seite (What’s Wrong) von Phace & Misanthrop
- Ziggurat / Push Me, Pull You (2012, Lifted Music)

### Als Final Reckoning (Singles)
- Nothing Less / A Thousand Worlds (2005, Trouble On Vinyl)
- Ghosthacker (2005, Trouble On Vinyl), auf Here Comes Trouble (Vol. 13)

### Als Unicron (Singles)
- Orion’s Five (2005, Trouble On Vinyl), auf Fast Lane – Volume 2
- Shadows (Unicron Remix) / You Must Believe (2005, Trouble On Vinyl), Original von Unknown Error